# Necalphus
Necalphus es un género de escarabajos longicornios de la tribu Acanthoderini. Se distribuye por el continente americano.

## Especies
- Necalphus asellus (Pascoe, 1866)
- Necalphus decoratus (Monné & Magno, 1992)